# Linea C10 (Cercanías di Madrid)
La linea C10 delle Cercanías di Madrid collega la stazione di Villalba con quella di Fuente de la Mora.

## Stazioni
- Villalba
- Galapagar-La Navata
- Torrelodones
- Las Matas
- Pinar
- Las Rozas
- Majadahonda
- El Barrial
- Pozuelo
- Aravaca  (Aravaca )
- Príncipe Pío   (Príncipe Pío   )
- Pirámides   (Pirámides )
- Delicias
- Méndez Álvaro    (Méndez Álvaro )
- Atocha         (Atocha Renfe )
- Recoletos
- Nuevos Ministerios       (Nuevos Ministerios   )
- Chamartín        (Chamartín  )
- Fuente de la Mora   (Fuente de la Mora )